# Selin Genç
Selin Genç (Estambul, 21 de junio de 1994) es una actriz y modelo turca, conocida por interpretar el papel de Gülten Taşkın Ciğerci en la serie Bir Zamanlar Çukurova.

## Biografía
Selin Genç nació el 21 de junio de 1994 en Estambul (Turquía), y es de Adana por parte de padre. Se interesó por el teatro mientras estaba en la escuela secundaria.

## Carrera

### Educación
Selin Genç durante sus estudios en la escuela secundaria, se unió al grupo de teatro de su escuela. Después de graduarse de la escuela secundaria, decidió inscribirse en la facultad de ingeniería industrial de la Universidad Işık en Şile (en provincia de Estambul), donde se graduó unos años más tarde. Siguiendo su interés por la actuación, decidió matricularse en el departamento de teatro de la Selçuk University en Konya, donde obtuvo su título de actuación unos años más tarde. Durante el último año de su educación universitaria, estudió mejor actuación en Akademi 35 Half Art House, una escuela de actuación dirigida por los actores Vahide Perçin y Altan Gördüm.

### Trayectoria profesional
Selin Genç en 2016 hizo su primera experiencia teatral con el espectáculo Murder Ballad. Después de la educación que recibió, le ofrecieron actuar en series de televisión.
De 2018 a 2022 fue elegida para interpretar el papel de Gülten Taşkın Ciğerci en la serie emitida en ATV Bir Zamanlar Çukurova y donde actuó junto a actores como Hilal Altınbilek, Uğur Güneş, Murat Ünalmış, Vahide Perçin, Bülent Polat, Selin Yeninci, Polen Emre, Aras Şenol y Furkan Palalı. En 2020, por la última serie, fue nominada como Mejor actriz de reparto en los Turkey Youth Awards.
En 2021 se unió al elenco de la serie emitida en Star TV Sana Söz, interpretando el papel de Bahar Atalay. Al año siguiente, en 2022, hizo su debut cinematográfico con el papel de Elif Karaca en la película Garip Bülbül Neşet Ertaş dirigida por Berker Berki y Ömer Faruk Sorak. En 2023 se unió al elenco de la serie web de tabii Yangin Günleri Independenta. En 2023 y 2024 fue elegida para interpretar el papel de Sena en la serie emitida en TRT 1 Teşkilat.

## Filmografía

### Cine
| Año  | Título                   | Personaje   | Director                        |
| ---- | ------------------------ | ----------- | ------------------------------- |
| 2022 | Garip Bülbül Neşet Ertaş | Elif Karaca | Berker Berki y Ömer Faruk Sorak |

### Televisión
| Año       | Título                | Personaje             | Cadeña  | Notas         |
| --------- | --------------------- | --------------------- | ------- | ------------- |
| 2018-2022 | Bir Zamanlar Çukurova | Gülten Taşkın Ciğerci | ATV     | 121 episodios |
| 2021      | Sana Söz              | Bahar Atalay          | Star TV | 7 episodios   |
| 2023-2024 | Teşkilat              | Sena                  | TRT 1   | 28 episodios  |

### Web TV
| Año  | Título                      | Plataforma |
| ---- | --------------------------- | ---------- |
| 2023 | Yangin Günleri Independenta | tabii      |

## Teatro
| Año  | Título        |
| ---- | ------------- |
| 2016 | Murder Ballad |

## Premios y reconocimientos
| Año  | Premio              | Categoría                             | Trabajo               | Resultado |
| ---- | ------------------- | ------------------------------------- | --------------------- | --------- |
| 2020 | Turkey Youth Awards | Mejor actriz de reparto de televisión | Bir Zamanlar Çukurova | Nominada  |